# John Larsen (1913–1989)
John Harry Larsen (ur. 27 sierpnia 1913 w Østre Aker, dzielnicy Kristianii, ob, Oslo, zm. 5 sierpnia 1989 w Oslo) – norweski strzelec sportowy, mistrz olimpijski i wielokrotny mistrz świata.

## Życiorys
Specjalizował się w strzelaniu do ruchomej tarczy z sylwetką biegnącego jelenia na odległość 100 metrów. Zdobył w tej konkurencji trzy złote medale na mistrzostwach świata w 1949 w Buenos Aires: w rundzie pojedynczej oraz rundzie pojedynczej i podwójnej indywidualnie, a także w rundzie pojedynczej i podwójnej drużynowo. Na kolejnych mistrzostwach świata w 1952 w Oslo wywalczył cztery złote medale: w rundzie pojedynczej indywidualnie i drużynowo oraz w rundzie podwójnej również indywidualnie i drużynowo.
Zdobył złoty medal w strzelaniu do sylwetki biegnącego jelenia w rundzie pojedynczej i podwójnej na igrzyskach olimpijskich w 1952 w Helsinkach. Na mistrzostwach świata w 1954 w Caracas zdobył srebrny medal w rundzie pojedynczej drużynowo i brązowy medal w rundzie podwójnej drużynowo. Zajął 8. miejsce w rundzie pojedynczej i podwójnej na igrzyskach olimpijskich w 1956 w Melbourne.

## Rodzina
Jego syn John Hugo Larsen również był strzelcem sportowym, olimpijczykiem z 1972.